# Raccordo autostradale 14
Il raccordo autostradale 14 (RA 14), definito anche come RA-Diramazione per Fernetti, collega il raccordo autostradale 13 nei pressi di Opicina con il confine di Stato di Fernetti. Al confine il raccordo si innesta, senza soluzione di continuità, con l'autostrada slovena A3, che passa vicino a Sesana e si innesta, presso Divaccia, con l'autostrada slovena A1.
Il RA 14 è parte della cosiddetta Grande Viabilità Triestina.

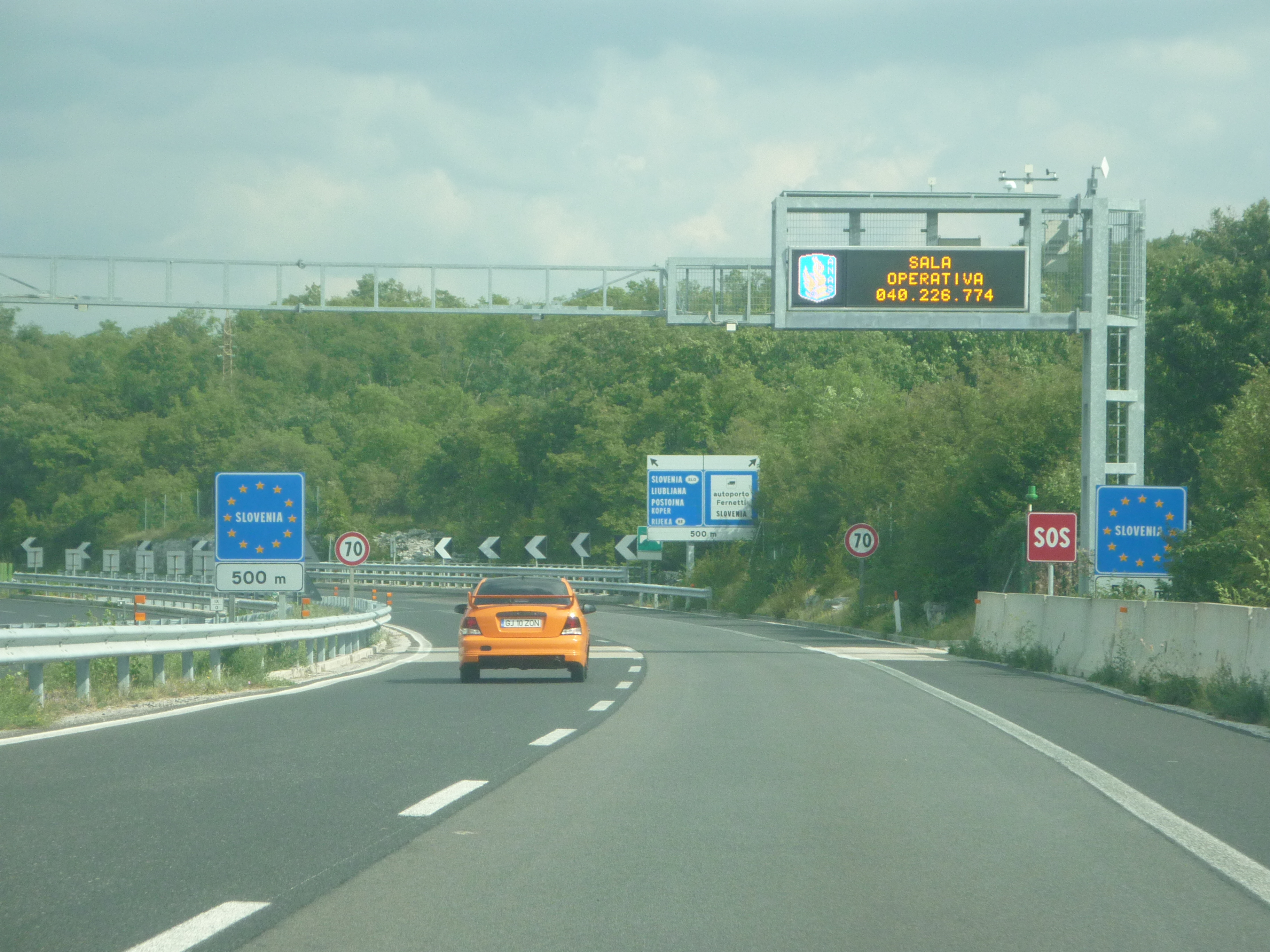
Il raccordo in direzione Slovenia

## Storia
La costruzione del raccordo è stata prevista dagli accordi di Osimo del 1975 e dal conseguente decreto del presidente della repubblica 6 marzo 1978, n. 100 (GU n. 102 suppl. ord. del 13/04/1978).

## Classificazione tecnica
Questo raccordo autostradale è senza pedaggio e presenta i segnali di inizio e fine autostrada.
La classificazione dell'asse viario come raccordo autostradale ma a viabilità statale ordinaria risale al 1997 (decreto del ministero dei Lavori pubblici 6 agosto 1997) in via provvisoria anche se tuttora valida.

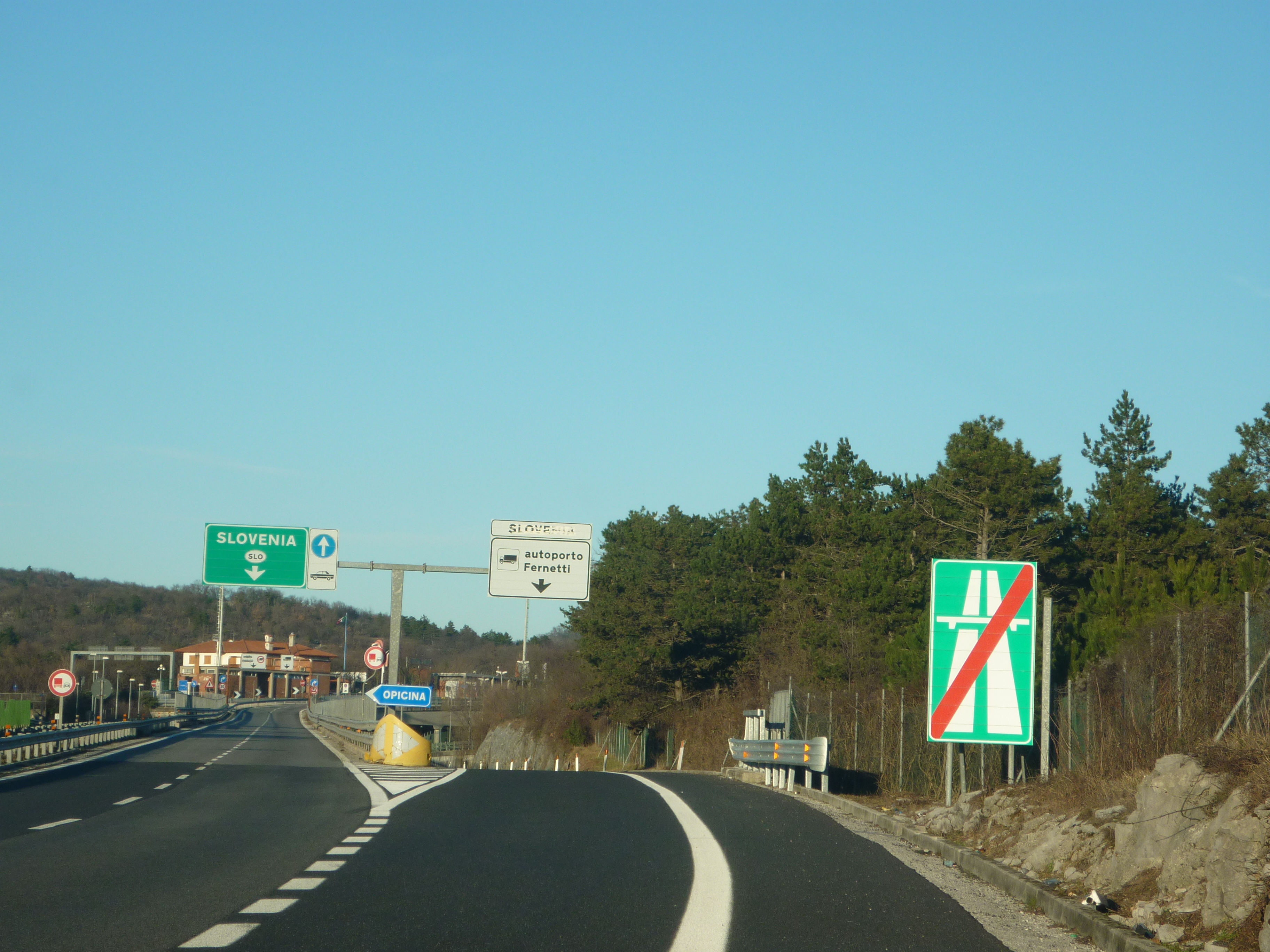
Il raccordo in direzione Slovenia

Il successivo decreto legislativo 29 ottobre 1999, n. 461 non ha incluso il RA 14 tra le autostrade italiane ma tra la rete stradale a viabilità ordinaria di interesse nazionale.

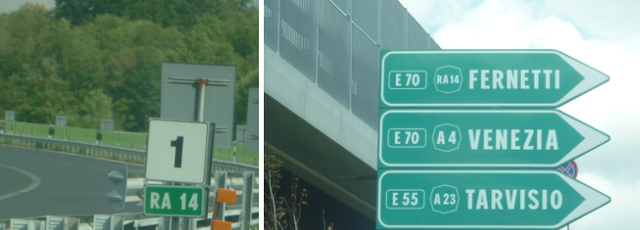
I diversi simboli usati per il RA 14

L'Anas in altri documenti ha inserito il RA 14 nella sezione raccordi autostradali (sezione diversa dalle autostrade di sua competenza) ma nelle annotazioni definisce il raccordo autostradale come autostrada in attesa di classificazione tecnica-funzionale.

## Tabella percorso
| DIRAMAZIONE PER FERNETTI |                                                                                             |      |      |           |                |
| Tipo                     | Indicazione                                                                                 | ↓km↓ | ↑km↑ | Provincia | Strada europea |
|                          | Sistiana-Padriciano / Sesljan - Padriče                                                     | 0,0  | 1,5  | TS        |                |
|                          | della Carniola Autoporto di Fernetti Confine di Stato: Slovenia / Slovenija Sesana / Sežana | 1,5  | 0,0  | TS        |                |